# (3139) Shantou
(3139) Shantou es un asteroide perteneciente al cinturón de asteroides, descubierto el 11 de noviembre de 1980 por el equipo del Observatorio de la Montaña Púrpura desde el Observatorio de la Montaña Púrpura, Nankín (China).

## Designación y nombre
Designado provisionalmente como 1980 VL1. Fue nombrado Shantou en homenaje a Shantou ciudad de la República Popular China.